# Retrato de hombre con turbante
El Retrato de un hombre con turbante, Hombre con turbante rojo, Retrato de un hombre, etc., es una pintura al óleo realizada en 1433 por el pintor flamenco Jan van Eyck. Fue adquirida por la Galería Nacional de Londres en 1851, después de haber estado en Inglaterra desde que Thomas Howard, conde de Arundel, la compró, probablemente durante su exilio en Amberes entre 1642-1644.
Se ha preservado junto con su marco original, los lados verticales son de hecho una sola pieza de madera con el panel central, y tiene la inscripción pintada JOHES DE EYCK ME FECIT ANO MCCCC.33. 21. OCTOBRIS  «Jan Van Eyck me hizo el 21 de octubre 1433» en la parte inferior y en la parte superior el lema AlC IXH XAN, que puede significar «como puedo», que aparentemente es una frase modesta «hago lo que puedo», pero en realidad puede ser falsa modestia «hago esto porque puedo» que aparece en otras pinturas de van Eyck, siempre escrito en letras griegas e incluye un juego de palabras con su nombre, al igual que en otros marcos conservados de van Eyck las letras están pintadas simulando estar talladas.
Al igual que todos los retratos de Van Eyck, este retrato presenta un análisis preciso y detallado de las características físicas del retratado. Sin embargo, no da ningún indicio sobre los pensamientos del sujeto o su estado de ánimo. Con frecuencia se piensa que el modelo es el mismo van Eyck, aunque no hay evidencia directa de esto. El traje es apropiado para un hombre de la posición social de van Eyck, y el lema es su lema personal, que solo se ha encontrado en dos pinturas religiosas que han perdurado hasta nuestra época, otras dos solo conocidas a partir de copias, y el retrato de su esposa. En ninguna es tan prominente como en este caso.
En realidad no está vestido con un turbante, sino con un chaperón con los extremos -que normalmente cuelgan- anudados sobre su cabeza. Un chaperón similar es usado por un personaje en el fondo de la obra "Virgen del canciller Rolin", y también se ha sugerido que en ese ejemplo se tratara de un autorretrato.
Como es usual en Van Eyck, la cabeza es un poco grande en relación con el torso. La técnica muestra la "habilidad, la economía y la velocidad" de las mejores obras de Van Eyck. Campbell describe la pintura del ojo izquierdo de la siguiente manera: "El blanco del ojo ha sido pintado en un tono blanco mezclado con pequeñas cantidades de rojo y azul. Una delgada difuminación de rojo aparece en la capa inferior, que sin embargo, queda expuesta en cuatro puntos para crear brillos secundarios. Las venas están pintadas en color bermellón en el difuminado mojado. El iris es ultramarino, bastante puro en su circunferencia, pero mezclado con blanco y negro hacia la pupila. Hay pintas negras cerca de la circunferencia y la pupila está pintada en negro sobre el azul del iris. Los brillos principales son cuatro puntos de blanco de plomo aplicados como toque final, uno en el iris y tres en el blanco del ojo, donde se complementan con los cuatro brillos secundarios para crear el efecto de brillo. "